# Dánsko na Letních olympijských hrách 1952
Dánsko se účastnilo Letní olympiády 1952 ve finských Helsinkách. Zastupovalo ho 129 sportovců (115 mužů a 14 žen) v 15 sportech.

## Medailisté
| Medaile | Jméno                                        | Sport      | Soutěž                           |
| ------- | -------------------------------------------- | ---------- | -------------------------------- |
| Zlato   | Paul Elvstrøm                                | Jachting   | Muži Finn                        |
| Zlato   | Bent Rasch Finn Haunstoft                    | Kanoistika | Muži C2 1 000 m                  |
| Stříbro | Lis Hartelová                                | Jezdectví  | Drezura jednotlivci              |
| Bronz   | Victor Jörgensen                             | Box        | Muži váha lehká střední do 67 kg |
| Bronz   | Karen Lachmannová                            | Šerm       | Ženy fleret jednotlivci          |
| Bronz   | Jørgen Frantzen Svend Petersen Poul Svendsen | Veslování  | Muži dvojka s kormidelníkem      |